# 2012 w boksie
Artykuł przedstawia najważniejsze wydarzenia z boksu amatorskiego i zawodowego, które miały miejsce w roku 2012, w układzie chronologicznym.

## Styczeń
10 stycznia
- Tokio – zmarł Takao Sakurai (lat 70), japoński bokser, złoty medalista Igrzysk Olimpijskich w Tokio (1964).

14 stycznia
- Offenburg – Robert Stieglitz (Niemcy) w obronie tytułu WBO w wadze super średniej pokonał jednogłośnie na punkty Henry’ego Webera (Niemcy).

20 stycznia
- Las Vegas – Rico Ramos (Stany Zjednoczone) stracił tytuł mistrza WBA w wadze junior piórkowej przegrywając przez nokaut w szóstej rundzie z Guillermo Rigondeaux (Kuba).

21 stycznia
- Guadalajara – Miguel Vázquez (Meksyk) obronił tytułu mistrza IBF w wadze lekkiej zwyciężając jednogłośnie na punkty Ametha Diaza (Panama).

## Luty
1 lutego
- Tampa – zmarł Angelo Dundee (lat 90), amerykański trener, opiekun kilkunastu mistrzów świata m.in. Muhammada Alego, Sugara Raya Robinsona i George’a Foremana. W 1992 wybrany do Międzynarodowej Bokserskiej Galerii Sławy.

4 lutego
- Frankfurt Yoan Pablo Hernández (Kuba) obronił tytułu mistrza IBF w wadze junior ciężkiej zwyciężając jednogłośnie na punkty Steve’a Cunninghama (Stany Zjednoczone).
- San Antonio – Nonito Donaire (Filipiny) po niejednogłośnej decyzji sędziów wygrał z Wilfredo Vázquezem Jr. (Portoryko) i zdobył wakujący tytuł mistrza WBO w wadze junior piórkowej.
- San Antonio – Julio César Chávez Jr. (Meksyk) pokonał jednogłośnie na punkty Marco Antonio Rubio (Meksyk) w obronie tytułu mistrza WBC w wadze średniej.

11 lutego
- Los Mochis – Rodrigo Guerrero (Meksyk) utracił tytuł mistrza IBF w wadze junior koguciej przegrywając jednogłośnie na punkty z Juanem Carlosem Sánchezem Jr. (Meksyk).

18 lutego
- Monachium – Witalij Kliczko (Ukraina) obronił tytuł mistrza WBC w wadze ciężkiej zwyciężając jednogłośnie na punkty Derecka Chisorę (Wielka Brytania). Punktacja: 118-110, 118-110 i 119-111.
- Corpus Christi – Tavoris Cloud (Stany Zjednoczone) obronił tytuł mistrza IBF w wadze półciężkiej zwyciężając po kontrowersyjnym werdykcie niejednogłośnie na punkty Gabriela Campillo (Hiszpania). Sędziowie punktowali: 116-110, 114-112 i 111-115.

25 lutego
- Stuttgart – Aleksandr Powietkin (Rosja) w obronie tytułu mistrza WBA w wadze ciężkiej pokonał po zaciętym pojedynku niejednogłośnie na punkty (114-114, 116-113, 116-112) Marco Hucka (Niemcy).
- Cardiff – Nathan Cleverly obronił tytuł mistrza WBO w wadze półciężkiej bez problemu zwyciężając Tommy Karpencyego (Stany Zjednoczone) jednogłośnie na punkty (u wszystkich sędziów 120-108).
- St. Louis – Adrien Broner (Stany Zjednoczone) obronił tytuł mistrza WBO w wadze junior lekkiej nokautując w czwartej rundzie Eloya Pereza (Stany Zjednoczone).
- St. Louis – Devon Alexander (Stany Zjednoczone) zdeklasował Marcosa René Maidanę (Argentyna) w dziesięciorundowej walce „non title” (w limicie wagi półśredniej). Sędziowie punktowali: 100-90, 100-90, 99-91.

## Marzec
2 marca
- Chonburi – Pongsaklek Wonjongkam (Tajlandia) niespodziewanie stracił tytuł mistrza WBC w wadze muszej przegrywając przez techniczny nokaut w szóstej rundzie z Sonnym Boyem Jaro (Filipiny) będąc na deskach w rundach pierwszej, trzeciej i szóstej.

3 marca
- Düsseldorf – Władimir Kliczko (Ukraina) obronił tytuły mistrza IBF, WBA Super i WBO w wadze ciężkiej nokautując w czwartej rundzie Jean-Marca Mormecka (Francja).

7 marca
- Hobart – Billy Dib obronił tytuł mistrza IBF w wadze piórkowej zwyciężając Eduardo Escobara (Meksyk), który nie wyszedł do szóstej rundy.
- Hobart – Daniel Geale (Australia) obronił tytuł mistrza IBF w wadze średniej wygrywając jednogłośnie na punkty z Osumanu Adamą (Ghana). Punktacja: 118-110, 117-111 i 115-113.

10 marca
- Glasgow – Ricky Burns (Wielka Brytania) obronił tytuł mistrza WBO w wadze lekkiej zwyciężając jednogłośnie na punkty (119-110, 120-110 i 117-111) Paulusa Mosesa (Namibia).
- San Juan – Orlando Salido (Meksyk) w obronie tytułu mistrza WBO w wadze piórkowej po znakomitym pojedynku ponownie zwyciężył Juana Manuela Lópeza (Portoryko) przez techniczny nokaut w dziesiątej rundzie, będąc liczony w rundzie piątej.
- Guerrero Negro – w wypadku drogowym zginął Julio César González (lat 35), meksykański bokser, mistrz świata federacji WBO w wadze półciężkiej w latach 2003–2004. Tytuł zdobył zwyciężając niejednogłośnie na punkty Dariusza Michalczewskiego.

17 marca
- Los Mochis – Antonio DeMarco (Meksyk) w obronie tytułu mistrza WBC w wadze lekkiej znokautował w piątej rundzie Miguela Romana (Meksyk).
- Nowy Jork – Sergio Gabriel Martínez (Argentyna) pokonał Matthew Macklina (Wielka Brytania), który nie wyszedł do dwunastej rundy. W siódmej rundzie liczony był Martinez a w jedenastej dwukrotnie Macklin. Uważany za najlepszego pięściarza wagi średniej Martinez bronił tytułu WBC Diamond.

24 marca
- Brakpan – Takalani Ndlovu (Republika Południowej Afryki) stracił tytułu mistrza IBF w wadze junior piórkowej przegrywając niejednogłośnie na punkty z Jeffreyem Mathebulą (Republika Południowej Afryki). Punktacja 117-112, 116-112 dla Methabuli i 115-113 dla Ndlovu.
- Houston – Danny García (Stany Zjednoczone) zdobył wakujący tytuł mistrza WBC w wadze lekkopółśredniej zwyciężając jednogłośnie na punkty (117-110, 116-112, 118-109) Érika Moralesa (Meksyk). Morales stracił tytuł w przeddzień pojedynku nie mogąc dotrzymać limitu kategorii lekkopółśredniej.

25 marca
- Mount Kisco – zmarł Bert Sugar (lat 74), amerykański dziennikarz i historyk boksu, w latach 1979-1983 redaktor naczelny magazynu „The Ring”. W 2005 wybrany do Międzynarodowej Bokserskiej Galerii Sławy.

27 marca
- Tokio – Suriyan Sor Rungvisai (Tajlandia) stracił tytuł mistrza WBC w wadze junior koguciej przegrywając po zaciętym pojedynku jednogłośnie na punkty z Japończykiem Yōtą Satō. Sędziowie punktowali: 116-110 i dwukrotnie 114-112.

30 marca
- East London – Nkosinathi Joyi (Republika Południowej Afryki) obronił tytuł mistrza IBF w wadze słomkowej wygrywając jednogłośnie na punkty (116-111, 116-111 i 117-110) z Katsunarim Takayamą (Japonia). Był to pojedynek rewanżowy, pierwsza walka została uznana „za nieodbytą”.

## Kwiecień
4 kwietnia
- Yokohama – Tepparith Kokietgym (Tajlandia) w obronie tytułu mistrza WBA w wadze junior koguciej zwyciężył przez techniczny nokaut w dziewiątej rundzie Japończyka Tomonobu Shimizu.
- Yokohama – Kōki Kameda (Japonia) obronił tytuł mistrza WBA w wadze koguciej wygrywając jednogłośnie na punkty (115-113, 117-110, 118-110) z Nouldy Manakane (Indonezja).

6 kwietnia
- Tokio – Takahiro Aō (Japonia) w obronie tytułu mistrza WBC w wadze junior lekkiej pokonał Terdsaka Kokietgyma (Tajlandia) jednogłośnie na punkty. Sędziowie punktowali: 116-112, 116-112 i 118-110.
- Tokio – Shinsuke Yamanaka (Japonia) obronił tytuł mistrza WBC w wadze koguciej wygrywając jednogłośnie na punkty (117-111, 116-112, 116-112) z Wachtangiem Darczinjanem (Armenia).

13 kwietnia
- Kolonia – Felix Sturm (Niemcy) obronił tytułu WBA Super w wadze średniej zwyciężając przez techniczny nokaut rodaka Sebastiana Zbika, który nie wyszedł do dziesiątej rundy.

21 kwietnia
- Schwerin – Károly Balzsay (Węgry) w obronie tytułu mistrza WBA w wadze super średniej zwyciężył w dwunastej rundzie przez techniczny nokaut Dimitri Sartisona (Niemcy).
- El Paso – Anselmo Moreno (Panama) w obronie tytułu WBA Super w wadze junior koguciej zdeklasował Davida De la Morę (Meksyk). De la Mora liczony w rundzie drugiej i szóstej nie wyszedł do rundy dziewiątej.
- El Paso – Abner Mares (Meksyk) zdobył wakujący tytuł mistrza WBC w wadze junior piórkowej zwyciężając jednogłośnie na punkty Erica Morela z Portoryko. Sędziowie punktowali 120-107 i dwukrotnie 119-109.
- – Omar Andrés Narváez (Argentyna) obronił tytuł mistrza WBO w wadze junior koguciej wygrywając jednogłośnie na punkty z Meksykaninem Jose Cabrerą.

26 kwietnia
- Essex – zmarł Terence Spinks (lat 74), brytyjski bokser, złoty medalista Igrzysk Olimpijskich w Melbourne (1956) w wadze muszej.

28 kwietnia
- Atlantic City – Bernard Hopkins (Stany Zjednoczone) stracił tytuł mistrza WBC w wadze półciężkiej przegrywając niejednogłośnie na punkty z Chadem Dowsonem (Stany Zjednoczone). Był to pojedynek rewanżowy po uznaniu poprzedniej walki za „nieodbytą”. Sędziowie punktowali 114-114, 117-111 i 117-111.
- Cancun – Juan Carlos Salgado (Meksyk) w obronie tytułu mistrza IBF w wadze junior lekkiej zwyciężył po wyrównanym pojedynku głosami większości sędziów (114-112, 114-112, 113-113) rodaka Martina Honorio.
- Cancun – Jhonny González (Meksyk) w obronie tytułu mistrza WBC w wadze piórkowej pokonał jednogłośnie na punkty Elio Rojasa (Dominikana). Punktacja: 116-111, 116-112 i 117-111.
- Pomona – Román González (Nikaragua) obronił tytuł mistrza WBA w wadze junior muszej wygrywając, po dwukrotnym liczeniu w czwartej rundzie, przez techniczny nokaut z Meksykaninem Ramónem Garcíą Hiralesem.

29 kwietnia
- Donieck – Wjaczesław Senczenko (Ukraina) stracił tytuł mistrza WBA w wadze półśredniej przegrywając przez techniczny nokaut w dziewiątej rundzie z Paulem Malignaggim (Stany Zjednoczone).

## Maj
1 maja
- Moskwa – Dmitrij Pirog (Rosja) w obronie tytułu mistrza WBO w wadze średniej zwyciężył jednogłośnie na punkty Nobuhiro Ishidę (Japonia). Sędziowie punktowali: 119-109, 120-108 i 118-111.

3 maja
- Buriram – Kompayak Porpramook (Tajlandia) obronił tytuł mistrza WBC w wadze junior muszej zwyciężając Jonathana Taconinga (Filipiny). Walka została przerwana w szóstej rundzie ze względu na kontuzję łuku brwiowego Kompayaka spowodowaną uderzeniem głową przeciwnika w czwartej rundzie. Do czasu przerwania pojedynku sędziowie punktowali 47-47 oraz 48-46 i 50-45 dla obrońcy tytułu.

5 maja
- Singapur – Chris John (Indonezja) obronił po raz szesnasty tytuł WBA Super w wadze piórkowej wygrywając jednogłośnie na punkty (117-110, 118-109, 118-109) z Shoji Kimurą (Japonia).
- Erfurt – Marco Huck zremisował z Olą Afolabim (Wielka Brytania) i obronił tytuł mistrza WBO w wadze junior ciężkiej. Sędziowie punktowali: 114-114, 115-113 i 114-114.
- Erfurt – Robert Stieglitz (Niemcy) w obronie tytułu mistrza WBO w wadze super średniej wygrał z Naderem Hamdanem (Australia) jednoglośnie na punkty. Punktacja: 117-111, 117-111, 120-108.
- Las Vegas – Saúl Álvarez (Meksyk) pokonał na punkty (119-109, 118-110, 119-109) Shane Mosleya (Stany Zjednoczone) w obronie tytułu mistrza WBC w wadze junior średniej.
- Las Vegas – Miguel Cotto (Portoryko) stracił tytuł WBA Super w wadze junior średniej przegrywając jednogłośnie na punkty z Floydem Mayweatherem Jr. (Stany Zjednoczone). Punktacja 117-111, 117-111, 118-110.

10 maja
- – zmarł Eddie Perkins (lat 75), amerykański bokser, zawodowy mistrz świata federacji WBA i WBC w wadze lekkopółśredniej w latach 1962-1965. W roku 2008 wybrany do Międzynarodowej Bokserskiej Galerii Sławy.

11 maja – 19 maja
- Qinhuangdao – Mistrzostwa Świata Kobiet

12 maja
- Browary – Zaurbek Bajsangurow (Rosja) pokonał jednogłośnie na punkty Michela Soro (Francja) w obronie tytułu mistrza WBO w wadze junior średniej. Punktacja: 117-111, 116-111, 115-112.
- Browary – Giennadij Gołowkin obronił tytuły mistrza WBA i IBO w wadze średniej zwyciężając przez techniczny nokaut Makoto Fuchigamiego (Japonia). Fuchigami był na deskach w rundzie drugiej i trzeciej.

13 maja
- Pasig City – Brian Viloria (Filipiny) w obronie tytułu mistrza WBO w wadze muszej pokonał przez techniczny nokaut w dziewiątej rundzie Omara Niño Romero (Meksyk).

19 maja
- Puerto Vallarta – Juan Carlos Sánchez Jr. (Meksyk) w obronie tytułu mistrza IBF w kategorii junior koguciej pokonał jednogłośnie na punkty (118-109, 118-109, 120-107) rodaka Juana Alberto Rosasa, mając go w pierwszej rundzie na deskach.

20 maja
- – zmarł Raul Rojas (lat 70), amerykański bokser, zawodowy mistrz świata federacji WBA w wadze piórkowej w roku 1968.

26 maja
- Nottingham – Lucian Bute (Rumunia) stracił tytuł mistrza IBF w wadze superśredniej przegrywając w piątej rundzie przez techniczny nokaut Carlem Frochem (Wielka Brytania).

27 maja
- Albuquerque – zmarł Johnny Tapia (lat 45), amerykański bokser, zawodowy mistrz świata federacji WBA, WBO i IBF w wagach junior koguciej, koguciej oraz piórkowej w latach 1994–2002.

29 maja
- Honolulu – 29 maja-2 czerwca, 29 Konwencja International Boxing Federation (IBF).

## Czerwiec
2 czerwca
- Manilia – Donnie Nietes (Filipiny) w obronie tytułu mistrza WBO w wadze lekkiej pokonał jednogłośnie na punkty (116-112, 116-112, 115-113) Felipe Salguero (Meksyk).
- Carson – Austin Trout (Stany Zjednoczone) obronił tytuł mistrza WBA w wadze junior średniej zwyciężając jednogłośnie na punkty Delvina Rodrigueza z Dominikany. Punktacja: 117-111, 118-110 i 120-108.
- Carson – Leo Santa Cruz (Meksyk) zdobył wakujący tytuł mistrza IBF pokonując jednogłośnie na punkty Vusi Malingę (Republika Południowej Afryki). Sędziowie punktowali 119-109 i dwukrotnie 120-108.
- Las Vegas – Bejbut Szumenow (Kazachstan) w obronie tytułu mistrza WBA oraz IBA w wadze półciężkiej rozbił Meksykanina Enrique Ornelasa. Wszyscy sędziowie punktowali 120-108.
- Tijuana – Moisés Fuentes (Meksyk) obronił tytułu mistrza WBO w wadze słomkowej nokautując w pierwszej rundzie rodaka Julio Cesara Felixa.

9 czerwca
- Las Vegas – Guillermo Rigondeaux (Kuba) w obronie tytułu mistrza WBA w wadze junior piórkowej zwyciężył przez techniczny nokaut w piątej rundzie Teona Kennedy’ego (Stany Zjednoczone) mając go na deskach w rundzie pierwszej, drugiej (dwa razy), czwartej i piątej.
- Las Vegas – Randall Bailey (Stany Zjednoczone) zdobył wakujący tytuł mistrza IBF w wadze półśredniej nokautując w jedenastej rundzie rodaka Mike’a Jonesa. Do czasu przerwania pojedynku wyraźnie na punkty prowadził Jones.
- Las Vegas – Manny Pacquiao (Filipiny) stracił tytuł mistrza WBO w wadze półśredniej przegrywając niejednogłośnie na punkty z Timothy Bradleyem (Stany Zjednoczone). Sędziowie punktowali 115-113, 113-115 i 115-113. Werdykt został powszechnie uznany za krzywdzący dla Pacquiao.

11 czerwca
- Hawana – zmarł Teófilo Stevenson (lat 60), kubański bokser, mistrz Igrzysk Olimpijskich w Monachium (1972), Montrealu (1976) i Moskwie (1980) oraz mistrz świata z Hawany (1974), Belgradu (1978) i Reno (1986).

16 czerwca
- El Paso – Julio César Chávez Jr. (Meksyk) w obronie tytułu mistrza WBC w wadze średniej pokonał przez techniczny nokaut w siódmej rundzie Andy’ego Lee (Irlandia).

20 czerwca
- Osaka – Kazuto Ioka (Japonia) zunifikował tytuły mistrza WBA i WBC w wadze słomkowej zwyciężając po zaciętej i wyrównanej walce jednogłośnie na punkty rodaka Akirę Yaegashi. Punktacja 115-114 i dwukrotnie 115-113.
- Nowy Jork – zmarł LeRoy Neiman (lat 91), amerykański malarz, współpracownik magazynu The Ring, autor licznych plakatów i programów walk bokserskich. W roku 2007 wybrany do Międzynarodowej Bokserskiej Galerii Sławy.

30 czerwca
- Indio – Cornelius Bundrage (Stany Zjednoczone) w obronie tytułu mistrza IBF w kategorii junior średniej zwyciężył przez techniczny nokaut w siódmej rundzie, rodaka Cory’ego Spinksa.

## Lipiec
7 lipca
- Berno – Władimir Kliczko (Ukraina) w obronie tytułów IBF, WBA Super WBO i IBO  w wadze ciężkiej zwyciężył przez techniczny nokaut w szóstej rundzie Tony’ego Thompsona (Stany Zjednoczone).
- Carson – Nonito Donaire (Filipiny) pokonał jednogłośnie na punkty (117-110, 118-109 i 119-108), mając przeciwnika na deskach rundzie czwartej, Jeffreya Mathebulę (Republika Południowej Afryki) i zunifikował tytuły WBO i IBF w wadze junior piórkowej.

4 lipca
- Cleveland – zmarł Jimmy Bivins (lat 92) – amerykański bokser kategorii półciężkiej, członek Międzynarodowej Bokserskiej Galerii Sławy.

8 lipca
- Jokohama – Yōta Satō (Japonia) obronił tytuł WBC w wadze junior koguciej pokonując jednoglośnie na punkty Sylvestra Lopeza (Filipiny). Sędziowie punktowali: 118-110, 116-113, 119-109.

13 lipca
- Warszawa – zmarł Jerzy Kulej (lat 71), polski bokser, mistrz Igrzysk Olimpijskich w Tokio (1964) i Meksyku (1968) oraz mistrz Europy z Moskwy (1963) i Berlina (1965).

14 lipca
- Las Vegas – Danny García (Stany Zjednoczone) zwyciężył przez techniczny nokaut w czwartej rundzie Amira Khana (Wielka Brytania) mając go na deskach w rundzie trzeciej i dwukrotnie w czwartej. Obronił tytuł mistrza WBC w wadze lekkopółśredniej oraz zdobył tytuł WBA Super, który Khan odzyskał po dyskwalifikacji Lamonta Petersona (Stany Zjednoczone).

16 lipca
- Kasukabe – Takashi Uchiyama (Japonia) obronił tytuł mistrza WBA w wadze junior lekkiej remisując z Filipińczykiem Michaelem Farenasem. Walka została przerwana w trzeciej rundzie po przypadkowym zderzeniu głowami.
- Kasukabe – Sonny Boy Jaro (Filipiny) stracił tytuł mistrza WBC w wadze muszej przegrywając po zaciętym pojedynku niejednogłośnie na punkty z Japończykiem Toshiyukim Igarashim. Sędziowie punktowali 116-112 i 115-113 dla Igarashi oraz 116-112 dla Jaro.

21 lipca
- Cincinati – Adrien Broner (Stany Zjednoczone) pokonał Vicente Escobedo (Stany Zjednoczone) w piątej rundzie przez techniczny nokaut jednak w przeddzień pojedynku stracił tytuł mistrza WBO w wadze junior lekkiej nie mogąc dotrzymać limitu wagowego.

28 lipca – 12 sierpnia
- Londyn – IGRZYSKA OLIMPIJSKIE. Złote medale zdobyli: Zou Shiming (Chiny), Robeisy Ramírez (Kuba), Luke Campbell (Wielka Brytania), Wasyl Łomaczenko (Ukraina), Roniel Iglesias (Kuba), Seryk Säpijew (Kazachstan), Ryōta Murata (Japonia), Jegor Miechoncew (Rosja), Ołeksandr Usyk (Ukraina), Anthony Joshua (Wielka Brytania) i po raz pierwszy kobiety Nicola Adams (Wielka Brytania), Katie Taylor (Irlandia) oraz Claressa Shields (Stany Zjednoczone).

## Sierpień
4 sierpnia
- Mazatlan – John Riel Casimero (Filipiny) w obronie tytułu mistrza IBF w wadze junior muszej pokonał niejednogłośnie na punkty Pedro Guevarę (Meksyk). Punktacja 116-111 i 114-113 dla Casimero oraz 114-113 dla Guevary.

11 sierpnia
- Akron – zmarł Michael Dokes (lat 54), amerykański bokser, zawodowy mistrz świata federacji WBA w wadze ciężkiej w latach 1982–1983.

18 sierpnia
- Puebla – Juan Carlos Salgado (Meksyk) w obronie tytułu mistrza IBF w wadze junior lekkiej pokonał jednogłośnie na punkty Jonathana Victora Barrosa (Argentyna). Sędziowie punktowali jednomyślnie 116-111.

25 sierpnia
- Berlin – Robert Stieglitz (Niemcy) stracił tytuł mistrza WBO w wadze super średniej przegrywając jednogłośnie na punkty z rodakiem Arthurem Abrahamem. Punktacja 116-112, 116-112 i 115-113.

## Wrzesień
1 września
- Osaka – Tepparith Kokietgym (Tajlandia) w obronie tytułu mistrza WBA w wadze junior koguciej zwyciężył decyzją większości Nobuo Nashiro (Japonia). Sędziowie punktowali: 115-113, 115-114 i 114-114.
- Oberhausen – Daniel Geale (Australia) zunifikował tytuły WBA Super i IBF w wadze średniej zwyciężając niejednogłośną decyzją sędziów (116-112, 116-112 i 112-116) Niemca Felixa Sturma.
- Verona – Giennadij Gołowkin (Kazachstan) obronił tytułu mistrza WBA i IBO w wadze średniej zwyciężając przez techniczny nokaut w piątej rundzie Polaka Grzegorza Proksę. Proksa był liczony w rundzie pierwszej, czwartej i piątej.
- Guasave – Nkosinathi Joyi (Republika Południowej Afryki) stracił tytuł IBF w wadze słomkowej przegrywając niespodziewanie przez nokaut w siódmej rundzie z Meksykaninem Mario Rodríguezem.
- Panama – Moruti Mthalane (Republika Południowej Afryki) w obronie tytułu mistrza IBF w wadze muszej pokonał przez techniczny nokaut w ósmej rundzie Ricardo Núñeza z Panamy. Núñez liczony był w rundzie pierwszej a Mthalane w rundzie trzeciej.

7 września
- Kielce – zmarł Leszek Drogosz (lat 79), polski bokser, brązowy medalista Igrzysk Olimpijskich w Rzymie (1960) oraz mistrz Europy z Warszawy (1953), Berlina (1955) i Lucerny (1959).

8 września
- Moskwa – Witalij Kliczko (Ukraina) w obronie tytułu mistrza WBC w wadze ciężkiej pokonał przez techniczny nokaut w czwartej rundzie Manuela Charra (Niemcy) mając go na deskach w rundzie drugiej. Walka została przerwana z powodu rozcięcia łuku brwiowego Charra.
- Oakland – Andre Ward (Stany Zjednoczone) zwyciężył przez techniczny nokaut w dziesiątej rundzie Chada Dawsona (Stany Zjednoczone) w obronie tytułów mistrza WBC i WBA Super w wadze super średniej. Dawson był na deskach w rundzie trzeciej, czwartej i dziesiątej.
- Oakland – Antonio DeMarco (Meksyk) znokautował w pierwszej rundzie Johna Molinę (USA) i obronił tytuł mistrza WBC w wadze lekkiej.
- Brachbach – zmarł Peter Hussing (lat 64), niemiecki bokser, brązowy medalista igrzysk olimpijskich w Monachium (1972) i mistrzostw świata w Monachium (1984) oraz mistrz Europy z Kolonii (1979).

15 września
- Bamberg – Yoan Pablo Hernández (Kuba)  w obronie tytułu mistrza IBF w wadze junior ciężkiej pokonał jednogłośnie na punkty (114-113, 115-112, 116-112) Troya Rossa (Kanada).
- Las Vegas – Saúl Álvarez (Meksyk) obronił tytułu mistrza WBC w wadze junior średniej zwyciężając przez techniczny nokaut w piątej rundzie Josesito Lopeza (Stany Zjednoczone). Lopez był liczony w rundzie drugiej, trzeciej i czwartej.
- Las Vegas – Jhonny González (Meksyk) stracił tytułu mistrza WBC w wadze piórkowej przegrywając jednogłośnie na punkty z rodakiem Danielem Ponce de Leonem. Walka została przerwana w ósmej rundzie po przypadkowym zderzeniu głowami a sędziowie punktowali: 74-77 i dwukrotnie 72-79.
- Las Vegas – Julio César Chávez Jr. (Meksyk) stracił tytuł mistrza WBC w wadze średniej przegrywając jednogłośnie na punkty z Argentyńczykiem Sergio Gabriel Martínez. Punktacja: 110-117, 109-118 i 109-118. Martinez był liczony w dwunastej rundzie.
- Las Vegas – Guillermo Rigondeaux (Kuba) w obronie tytułu mistrza WBA w wadze junior piórkowej wypunktował (118-108, 118-108, 118-109) Roberta Marroquina (Stany Zjednoczone).
- Las Vegas – Román Martínez (Portoryko) zdobył wakujący tytuł mistrza WBO w wadze junior lekkiej zwyciężają po niejednogłośnej decyzji sędziów Miguela Beltrana Jr (Meksyk). Punktacja: dwa razy 114-113 dla Martineza i 116-111 dla Beltrana.
- Las Vegas – Leo Santa Cruz (Meksyk) w obronie tytułu mistrza IBF w wadze koguciej pokonał przez techniczny nokaut Erica Morela (Portoryko), który nie wyszedł do szóstej rundy.

22 września
- Wrocław – Krzysztof Włodarczyk (Polska) obronił tytuł mistrza WBC w kategorii junior ciężkiej zwyciężając jednogłośnie na punkty Portorykańczyka Francisco Palaciosa. Sędziowie punktowali: 116-112, 117-112 i 116-113.
- Glasgow – Ricky Burns (Wielka Brytania) w obronie tytułu WBO w wadze lekkiej pokonał przez techniczny nokaut w czwartej rundzie Anglika Kevina Mitchella.
- Los Mochis – Juan Carlos Sánchez Jr. (Meksyk) w obronie tytułu mistrza IBF w wadze junior koguciej znokautował w dziewiątej rundzie Rodela Mayola z Filipin.

23 września
- Pretoria – zmarł Corrie Sanders (lat 46), południowoafrykański bokser, zawodowy mistrz świata wagi ciężkiej federacji WBO w latach 2003–2004.

29 września
- Hamburg – Aleksandr Powietkin (Rosja) w obronie tytułu mistrza WBA w wadze ciężkiej pokonał przez techniczny nokaut w drugiej rundzie Hasima Rahmana (Stany Zjednoczone).

## Październik
6 października
- Kijów – Zaurbek Bajsangurow (Rosja) w obronie tytułu WBO w wadze junior średniej pokonał jednogłośnie na punkty Lukaša Konečnego (Czechy). Sędziowie punktowali: 119-109, 118-110 i 117-111.
- Bayamon – Moisés Fuentes (Meksyk) obronił tytuł mistrza WBO w wadze słomkowej zwyciężając przez techniczny nokaut w piątej rundzie Ivana Calderona z Portoryko.
- Toluca – Kompayak Porpramook (Tajlandia) stracił tytuł mistrza WBC w wadze junior muszej przegrywając przez nokaut w szóstej rundzie z Meksykaninem Adriánem Hernándezem (Meksyk).

13 października
- Carson – Nonito Donaire (Filipiny) w obronie tytułu WBO w wadze junior piórkowej zwyciężył przez techniczny nokaut w dziewiątej rundzie Japończyka Toshiaki Nishiokę.

20 października
- Manila – Pungluang Sor Singyu (Tajlandia) zdobył wakujący tytuł mistrza WBO w wadze koguciej zwyciężając przez techniczny nokaut w dziewiątej rundzie AJ Banala (Filipiny).
- Buenos Aires – Omar Andrés Narváez (Argentyna) w obronie tytułu mistrza WBO w kategorii junior koguciej pokonał przez techniczny nokaut w jedenastej rundzie Meksykanina Johnny’ego Garcię.
- Nowy Jork – Randall Bailey (Stany Zjednoczone) stracił tytuł mistrza IBF w wadze półśredniej przegrywając jednogłośnie na punkty z Devonem Alexandrem (Stany Zjednoczone). Punktacja 116-110, 115-111 i 117-109.
- Nowy Jork – Hassan N’Dam N’Jikam (Francja) stracił tytuł mistrza WBO w wadze średniej przegrywając jednogłośnie na punkty z Amerykaninem Peterem Quillinem. Trzej sędziowie punktowali jednomyślnie 115-107. N’Dam N’Jikam był liczony po dwa razy w rundach: czwartej, szóstej i dwunastej.
- Nowy Jork – Paul Malignaggi (Stany Zjednoczone) obronił tytuł mistrza WBA w wadze półśredniej pokonując po kontrowersyjnej decyzji niejednogłośnie na punkty Pablo Cesara Cano (Meksyk). Sędziowie punktowali dwa razy 114-113 dla Malignaggiego i 118-109 dla Cano. Malignaggi był liczony w rundzie jedenastej.
- Nowy Jork – Danny García (Stany Zjednoczone) w obronie tytułów mistrza WBC i WBA Super w wadze lekkopółśredniej znokautował w czwartej rundzie Meksykanina Erika Moralesa.

22 października
- Hollywood – 22-26 października 25 Konwencja World Boxing Organization.

25 października
- Chicago – zmarł Emanuel Steward (lat 68), amerykański trener, współpracował z kilkudziesięcioma zawodowymi mistrzami świata m.in. Thomasem Hearnsem, Lennoxem Lewisem i Władimirem Kliczko. W 1996 wybrany do Międzynarodowej Galerii Sław Boksu.

27 października
- Tokio – Takahiro Aō (Japonia) stracił tytuł mistrza WBC w wadze junior lekkiej przegrywając jednogłośnie na punkty z Gamalielem Díazem (Meksyk). Sędziowie punktowali: 114-112, 114-112 i 115-111.
- Verona – Miguel Vázquez (Meksyk) w obronie tytułu mistrza IBF w wadze lekkiej zwyciężył niejednogłośnie na punkty rodaka Marvina Quintero. Punktacja: 116-112 i 118-110 dla Vázqueza i 115-113 dla Quintero.

28 października
- Dżakarta – 28 października-3 listopada 91 Konwencja World Boxing Association.

## Listopad
3 listopada
- Sendai – Toshiyuki Igarashi (Japonia) w obronie tytułu mistrza WBC w wadze muszej pokonał decyzją większości sędziów Nestora Daniela Narvaesa (Argentyna). Punktacja: dwukrotnie po 114-112 dla Igarashi i remis 113-113.
- Sendai – Shinsuke Yamanaka (Japonia) obronił tytuł mistrza WBC w wadze koguciej nokautując w siódmej rundzie Tomása Rojasa (Meksyk).
- Halle – Marco Huck (Niemcy) obronił tytuł WBO w wadze junior ciężkiej, pokonując po kontrowersyjnej decyzji jednogłośnie na punkty Firata Arslana (Niemcy). Punktacja 115-113, 115-113 i 117-111.

7 listopada
- Rochester – zmarł Carmen Basilio (lat 85), amerykański bokser, zawodowy mistrz świata wagi półśredniej w latach 1955-57 i średniej w latach 1957-58. Na jego cześć w rodzinnej miejscowości Canastocie utworzono w 1990 Międzynarodową Bokserską Galerię Sławy.

9 listopada
- Singapur – Chris John (Indonezja) po raz siedemnasty obronił tytuł WBA Super w wadze piórkowej zwyciężając jednogłośnie na punkty Chonlatarna Piriyapinyo (Tajlandia). Punktacja 117-111 i dwukrotnie 119-109.

10 listopada
- Hamburg – Władimir Kliczko (Ukraina) w obronie tytułów WBA Super, IBF, WBO i IBO w wadze ciężkiej pokonał jednogłośnie na punkty Mariusza Wacha (Polska). Punktacja: 120-107, 120-107 i 119-109.
- Los Angeles – Abner Mares (Meksyk) zwyciężył jednogłośnie na punkty Anselmo Moreno (Panama) w obronie tytułu mistrza WBC w wadze junior lekkiej. Moreno był liczony w rundzie piątej oraz otrzymał ostrzeżenie w rundzie jedenastej. Punktacja: dwukrotnie 116-110 i 120-106.
- Los Angeles – Nathan Cleverly (Wielka Brytania) pokonał przez techniczny nokaut w ósmej rundzie Shawna Hawka (Stany Zjednoczone) w obronie tytułu mistrza WBO w wadze półciężkiej. Hawk był liczony dwukrotnie w rundach siódmej i ósmej.
- Los Angeles – Leo Santa Cruz (Meksyk) obronił tytuł mistrza IBF w wadze koguciej zwyciężając przez techniczny nokaut w dziewiątej rundzie Victora Zaletę (Meksyk). Zaleta był liczony w rundach: czwartej, siódmej i ósmej.

11 listopada
- Kraków – zmarł Władysław Jędrzejewski (lat 77), polski bokser, brązowy medalista mistrzostw Europy w Lucernie (1959).

17 listopada
- Nottingham – Carl Froch (Wielka Brytania) w obronie tytułu mistrza IBF w wadze super średniej znokautował w trzeciej rundzie Yusufa Macka (Stany Zjednoczone).
- Atlantic City – Antonio DeMarco (Meksyk) stracił tytuł mistrza WBC w wadze lekkiej przegrywając przez nokaut w ósmej rundzie z Adrienem Bronerem (Stany Zjednoczone).
- Los Angeles – Brian Viloria (Stany Zjednoczone) zunifikował tytuły WBA Super i mistrza WBO w wadze muszej zwyciężając przez techniczny nokaut w dziesiątej rundzie Hernána Márqueza (Meksyk). Márquez był liczony w rundach pierwszej i piątej.
- Los Angeles – Román González (Nikaragua) obronił tytuł mistrza WBA w kategorii junior muszej pokonując jednogłośnie na punkty Juana Francisco Estradę (Meksyk). Punktacja: 118-110, 116-112 i 116-112.

24 listopada
- San Juan – zmarł Héctor Camacho (lat 50), portorykański bokser, zawodowy mistrz świata federacji WBC w wadze junior lekkiej w latach 1983-84 i lekkiej w latach 1985-87 oraz federacji WBO w wadze lekkopółśredniej w latach 1989-92.
- Kunming – Xiong Zhaozhong (Chiny) pokonał jednogłośnie na punkty Javiera Martineza Resendiza (Meksyk) i zdobył wakujący tytuł mistrza WBC w wadze słomkowej. Punktacja 116-114, 116-112 i 119-110. Xiong został pierwszym chińskim zawodowym mistrzem świata.

30 listopada
- Sunrise – Chabib Ałłachwierdijew (Rosja) pokonał Joana Guzmána (Dominikana) i zdobył wakujący tytułu mistrza WBA oraz obronił tytuł federacji IBO w wadze lekkopółśredniej. Walka została przerwana w ósmej rundzie kiedy po przypadkowym faulu kontuzji kolana doznał Guzmán i nie mógł kontynuować pojedynku. Dwóch sędziów wypunktowało zwycięstwo Ałłachwierdijewa 76-75 a jeden Guzmána również 76-75. Guzmán był liczony w trzeciej rundzie.

## Grudzień
1 grudnia
- Nowy Jork – Austin Trout (Stany Zjednoczone) w obronie tytułu mistrza WBA w wadze junior średniej zwyciężył jednogłośnie na punkty Miguela Cotto (Portoryko). Punktacja: 117-111, 117-111 i 119-109.

2 grudnia
- Cuncun – 2-8 grudnia 50 Konwencja World Boxing Council

4 grudnia
- Osaka – Kōki Kameda (Japonia) w obronie tytułu mistrza WBA w wadze koguciej pokonał niejednogłośną decyzją sędziów Hugo Ruiza (Meksyk). Punktacja 116-113 i 115-113 dla Kamedy oraz 117-113 dla Ruiza.

8 grudnia
- Herning – Brian Magee (Wielka Brytania) stracił tytuł mistrza WBA w wadze super średniej przegrywając przez techniczny nokaut z trzykrotnym mistrzem tej kategorii Mikkelem Kesslerem (Dania). Magee był dwukrotnie liczony w rundzie drugiej.
- Las Vegas – Miguel Vázquez (Meksyk) w obronie tytułu mistrza IBF w wadze lekkiej pokonał jednogłośnie na punkty Mercito Gestę (Filipiny). Punktacja 117-111, 119-109 i 118-110.
- Las Vegas – Juan Manuel Marquez (Meksyk) w czwartym pojedynku wielokrotnych mistrzów świata znokautował w szóstej rundzie Manny Pacquiao (Filipiny). Pojedynek odbył się w limicie wagi półśredniej o specjalny pas WBO "Fighter of the Decade". Pacquiao był liczony w rundzie trzeciej a Marquez w piątej.
- Kingston – Nicholas Walters (Jamajka) pokonał przez techniczny nokaut w siódmej rundzie Daulisa Prescotta (Kolumbia) i zdobył wakujący tytuł mistrza WBA w wadze piórkowej. Prescott był liczony w rundach czwartej, piątej i siódmej.

10 grudnia
- Canastota – wybrano kolejnych członków Międzynarodowej Bokserskiej Galerii Sławy, którzy uroczyście zostaną włączeni do galerii w czerwcu 2013. Są to w poszczególnych kategoriach: Arturo Gatti, Virgil Hill i Yuh Myung-woo (współcześni mistrzowie); Wesley Ramey i Jeff Smith (dawni mistrzowie); Joe Coburn (pionierzy); Mills Lane, Jimmy Lennon Jr. i Arturo „Cuyo” Hernández (inni) oraz Colin Hart i Ted Carroll (obserwatorzy).

15 grudnia
- Norymberga – Arthur Abraham (Niemcy) pokonał przez techniczny nokaut w ósmej rundzie Mehdi Bouadlę (Francja) w obronie tytułu mistrza WBO w wadze super średniej.
- San Miguel – Omar Andrés Narváez (Argentyna) w obronie tytułu mistrza WBO w kategorii junior koguciej zwyciężył jednogłośnie na punkty Davida Quijano (Portoryko). Punktacja: 119-109, 120-108 i 120-106.
- Houston – Nonito Donaire (Filipiny) obronił tytuł mistrza WBO w wadze junior piórkowej nokautując w trzeciej rundzie Jorge Arce (Meksyk).
- Los Angeles – Leo Santa Cruz (Meksyk) obronił tytuł mistrza IBF w wadze koguciej wygrywając jednogłośnie na punkty z rodakiem Alberto Guevarą. Punktacja: 116-112, 118-110 i 119-109.

17 grudnia
- Moskwa – Denis Lebiediew obronił mistrzostwo świata WBA w wadze junior ciężkiej, nokautując w 4 rundzie Kolumbijczyka Santandera Silgado.
- Holguín – zmarł Arnaldo Mesa (lat 45), kubański bokser, srebrny medalista Igrzysk Olimpijskich w Atlancie (1996) i brązowy medalista mistrzostw świata w Reno (1986), Moskwie (1989) i Sydney (1991).

31 grudnia
- Osaka – Kazuto Ioka (Japonia) zdobył wakujący tytuł mistrza WBA w wadze junior muszej zwyciężając przez techniczny nokaut w szóstej rundzie Jose Alfredo Rodrigueza (Meksyk).
- Osaka – Ryō Miyazaki (Japonia) zdobył wakujący tytuł mistrza WBA w wadze słomkowej pokonując niejednogłośnie na punkty Pornsawana Porpramooka (Tajlandia). Punktacja: 116-111, 116-112 i 113-114.
- Tokio – Tepparith Kokietgym (Tajlandia) stracił tytuł mistrza WBA w wadze junior koguciej przegrywając przez nokaut w czwartej rundzie z Kōhei Kōno (Japonia).
- Tokio – Yota Sato (Japonia) w obronie tytułu mistrza WBC w wadze junior koguciej pokonał jednogłośnie na punkty rodaka Ryo Akaho. Punktacja 117-112, 117-111 i 118-110.
- Tokio – Takashi Uchiyama (Japonia) obronił tytułu mistrza WBA w wadze junior lekkiej zwyciężając przez techniczny nokaut w ósmej rundzie Bryana Vázqueza (Kostaryka).